# Каниђоне (Олбија-Темпио)
Каниђоне је насеље у Италији у округу Сасари, региону Сардинија.
Према процени из 2011. у насељу је живело 782 становника. Насеље се налази на надморској висини од 13 м.